# Luxemburg op de Olympische Zomerspelen 1992
Luxemburg nam deel aan de Olympische Zomerspelen 1992 in Barcelona, Spanje. 

## Deelnemers en resultaten

### Boogschieten
| Olympiër                 | Discipline      | Resultaat | Prestatie                              |
| ------------------------ | --------------- | --------- | -------------------------------------- |
| Jeannette Goergen-Philip | individueel (v) | 38e       | plaatsingsronde: 38ste met 1261 punten |

### Judo
| Olympiër    | Discipline | Resultaat | Prestatie                                                  |
| ----------- | ---------- | --------- | ---------------------------------------------------------- |
| Igor Muller | +95kg (m)  | 17e       | 1ste ronde: vrij 2de ronde: V van BEL Van Barneveld: ippon |

### Schietsport
| Olympiër           | Discipline           | Resultaat | Prestatie                          |
| ------------------ | -------------------- | --------- | ---------------------------------- |
| Jean-Claude Kremer | 10m luchtgeweer (m)  | 27e       | kwalificatie: 27ste met 584 punten |
| Constant Wagner    | 10m luchtpistool (m) | 35e       | kwalificatie: 35ste met 570 punten |
|                    |                      |           |                                    |
| Michel Think       | trap (m)             | 29e       | kwalificatie: 29ste met 140 punten |

### Zwemmen
| Olympiër     | Discipline          | Resultaat | Prestatie                  |
| ------------ | ------------------- | --------- | -------------------------- |
| Yves Clausse | 50m vrije slag (m)  | DSQ       | serie 5: gediskwalificeerd |
| Yves Clausse | 100m vrije slag (m) | 32e       | serie 7: 6de in 51,47      |
| Yves Clausse | 200m vrije slag (m) | 34e       | serie 4: 4de in 1.54,45    |

Albanië · Algerije · Amerikaanse Maagdeneilanden · Amerikaans-Samoa · Andorra · Angola · Antigua en Barbuda · Argentinië · Aruba · Australië · Bahama's · Bahrein · Bangladesh · Barbados · België · Belize · Benin · Bermuda · Bhutan · Bolivia · Bosnië en Herzegovina · Botswana · Brazilië · Britse Maagdeneilanden · Bulgarije · Burkina Faso · Canada · Centraal-Afrikaanse Republiek · Chili · China · Chinees Taipei · Colombia · Congo-Brazzaville · Cookeilanden · Costa Rica · Cuba · Cyprus · Denemarken · Djibouti · Dominicaanse Republiek · Duitsland · Ecuador · Egypte · El Salvador · Equatoriaal-Guinea · Estland · Ethiopië · Fiji · Filipijnen · Finland · Frankrijk · Gabon · Gambia · Gezamenlijk team · Ghana · Grenada · Griekenland · Groot-Brittannië · Guam · Guatemala · Guinee · Guyana · Haïti · Honduras · Hongarije · Hongkong · Ierland · IJsland · India · Indonesië · Irak · Iran · Israël · Italië · Ivoorkust · Jamaica · Japan · Jemen · Jordanië · Kaaimaneilanden · Kameroen · Kenia · Koeweit · Kroatië · Laos · Lesotho · Letland · Libanon · Libië · Liechtenstein · Litouwen · Luxemburg · Madagaskar · Malawi · Malediven · Maleisië · Mali · Malta · Marokko · Mauritanië · Mauritius · Mexico · Monaco · Mongolië · Mozambique · Myanmar · Namibië · Nederland · Nederlandse Antillen · Nepal · Nicaragua · Nieuw-Zeeland · Niger · Nigeria · Noord-Korea · Noorwegen · Oeganda · Oman · Oostenrijk · Pakistan · Panama · Papoea-Nieuw-Guinea · Paraguay · Peru · Polen · Portugal · Puerto Rico · Qatar · Roemenië · Rwanda · Saint Vincent‑Grenadines · Salomonseilanden · Samoa · San Marino · Saoedi-Arabië · Senegal · Seychellen · Sierra Leone · Singapore · Slovenië · Soedan · Spanje · Sri Lanka · Suriname · Swaziland · Syrië · Tanzania · Thailand · Togo · Tonga · Trinidad en Tobago · Tsjaad · Tsjecho-Slowakije · Tunesië · Turkije · Uruguay · Vanuatu · Venezuela · Verenigde Arabische Emiraten · Verenigde Staten · Vietnam · Zaïre · Zambia · Zimbabwe · Zuid-Afrika · Zuid-Korea · Zweden · Zwitserland · Onafhankelijke olympische deelnemers